# Tubinga (distrito)
Tubinga (em alemão: Tübingen) é um distrito da Alemanha, na região administrativa de Tubinga, estado de Baden-Württemberg.

## Cidades e Municípios
| - Cidades: 1. Mössingen 2. Rotemburgo 3. Tubinga - Municípios: 1. Ammerbuch 2. Bodelshausen 3. Dettenhausen 4. Dußlingen 5. Gomaringen 6. Hirrlingen 7. Kirchentellinsfurt 8. Kusterdingen 9. Nehren 10. Neustetten 11. Ofterdingen 12. Starzach |